# Australosymmerus anthostylus
Australosymmerus anthostylus är en tvåvingeart som beskrevs av Donald Henry Colless 1970. Australosymmerus anthostylus ingår i släktet Australosymmerus och familjen hårvingsmyggor. Inga underarter finns listade i Catalogue of Life.